# Эворзия
Эво́рзия (от лат. evorsio, eversio — «опрокидывание, разрушение») — эродирующая деятельность, вызванная падающими потоками воды и создаваемыми ими турбулентными завихрениями. Вода может переносить валуны, гальку и песок, которые также могут оказывать эродирующее воздействие. В результате эворзии могут возникать исполиновы котлы и эворзионные озёра, в этих случаях увлекаемые турбулентным водным потоком обломки горных пород врезаются в основание самого потока, формируя постепенно разрастающееся углубление.
Одним из ярких примеров эворзионных озёр является Грин-Лейк, типичный меромиктический бассейн глубиной около 59 м. По мнению Эгглтона котловина озера, имеющая в основе цилиндрическую форму, сформировалась под падающей водой разрушающегося ледника во время последней ледниковой эпохи.